# Пурсьё
Пурсьё (фр. Pourcieux) — коммуна на юго-востоке Франции в регионе Прованс — Альпы — Лазурный берег, департамент Вар, округ Бриньоль, кантон Сен-Максимен-ла-Сент-Бом.
Площадь коммуны — 21,23 км², население — 1043 человека (2006) с тенденцией к росту: 1173 человека (2012), плотность населения — 55,0 чел/км².

## Население
Население коммуны в 2011 году составляло — 1163 человека, а в 2012 году — 1173 человека.
| 1962 | 1968 | 1975 | 1982 | 1990 | 1999 | 2006 | 2011 | 2012 |
| ---- | ---- | ---- | ---- | ---- | ---- | ---- | ---- | ---- |
| 260  | 256  | 256  | 281  | 527  | 921  | 1043 | 1163 | 1173 |

Динамика населения:

## Экономика
В 2010 году из 753 человек трудоспособного возраста (от 15 до 64 лет) 549 были экономически активными, 204 — неактивными (показатель активности 72,9 %, в 1999 году — 69,1 %). Из 549 активных трудоспособных жителей работали 498 человек (258 мужчин и 240 женщин), 51 числились безработными (27 мужчин и 24 женщины). Среди 204 трудоспособных неактивных граждан 83 были учениками либо студентами, 64 — пенсионерами, а ещё 57 — были неактивны в силу других причин.
На протяжении 2010 года в коммуне числилось 450 облагаемых налогом домохозяйств, в которых проживало 1190,5 человек. При этом медиана доходов составила 19 тысяч 472 евро на одного налогоплательщика.